# Hartertbogenflügel
Der Hartertbogenflügel (Camaroptera harterti), manchmal auch Hartert-Camaroptera oder Hartertgrasmücke genannt, ist eine Vogelart aus der Gattung der Bogenflügel (Camaroptera). Der Bestand wird von der IUCN als nicht gefährdet (Least Concern) eingeschätzt. Laut IOC World Bird List wird der Hartertbogenflügel, als eigene Art geführt.

## Merkmale
Der Hartertbogenflügel erreicht eine Körperlänge von etwa 10 bis 11 Zentimetern. Die Armdecken und der Rücken sind bräunlich grau. Der Schwanz sowie die Arm- und Handschwingen sind olivgrün. Die Unterseite ist sehr hell und weiß bis mattgrau. Ausgewachsene Exemplare haben einen schwarzen Schnabel.

## Verbreitung und Lebensraum
Dieser endemische Vogel kommt in den Wäldern im zentralen und nördlichen Angola vor. So findet man ihn vom Osten der Provinz Malanje bis in den Süden von Cuanza Sul. Sein Habitat sind Wälder ähnlich derer bei Kubiria. Die Flora in diesem Gebiet ist geprägt von Feigen (Ficus), Schirmakazien (Albizia), Zürgelbäumen (Celtis), Ceiba, Pterocarpus und die zu den Mimosengewächsen gehörenden Newtonias.

## Etymologie und Forschungsgeschichte
Der Begriff »Camaroptera« leitet sich aus den griechischen Worten »kamára καμάρα« für »Bogen« und »pteron τὸ πτερόν« für »Flügel« ab.
Das Artepitheton wurde zu Ehren von Ernst Johann Otto Hartert vergeben, dem Mann, der es aus dem Natural History Museum at Tring zur Verfügung gestellt hatte. Zedlitz beschrieb den Vogel zunächst als neue Unterart unter dem Namen Camaroptera griseoviridis harterti. Johann Wilhelm von Müller hatte 1851 von der neuen Art Orthotomus griseoviridis berichtet, die später der Gattung Camaroptera Sundevall, 1850 zugeschlagen wurde. Im englischen hieß er damals Green-grey Bush Warbler. Philipp Jakob Cretzschmar hatte bereits 1830 Sylvia brevicaudata (syn: für Camaroptera brevicaudata) beschrieben und schließlich wurde C. griseoviridis als Unterart von C. brevicaudata betrachtet. Da die Art Camaroptera griseoviridis nun nicht mehr existierte, kategorisierte man ebenfalls eine Unterart mit dem Namen C. brevicaudata harterti. Schließlich gab man 1987 dem Hartertbogenflügel in der Check-list of birds of the world den Status einer eigenen Art. Auch die Commission internationale pour les noms français des oiseaux befand 1993 mit dem französischen Trivialnamen Camaroptère de Hartert, dass es sich hierbei um eine eigene Art handelt. BirdLife International und IUCN folgen Robert J. Dowsett und A. D. Forbes-Watson und ihrer Checklist of Birds of the Afrotropical and Malagasy Regions aus dem Jahr 1993. Hier werden C. brevicaudata, C. harterti und C. brachyura alle unter dem Namen C. brachyura zusammengefasst.